# 野苜蓿
野苜蓿（学名：Medicago falcata），为豆科苜蓿属下的一个植物种。

## 延伸阅读
[在维基数据编辑]